# الدوري الياباني لكرة القدم للسيدات 1991
الدوري الياباني لكرة القدم للسيدات 1991 (باليابانية: 第3回日本女子サッカーリーグ) هو موسم من الدوري الياباني لكرة القدم للسيدات. فاز فيه إن تي في بيليزا.